# Vierröhrenbrunnen (Sommerach)

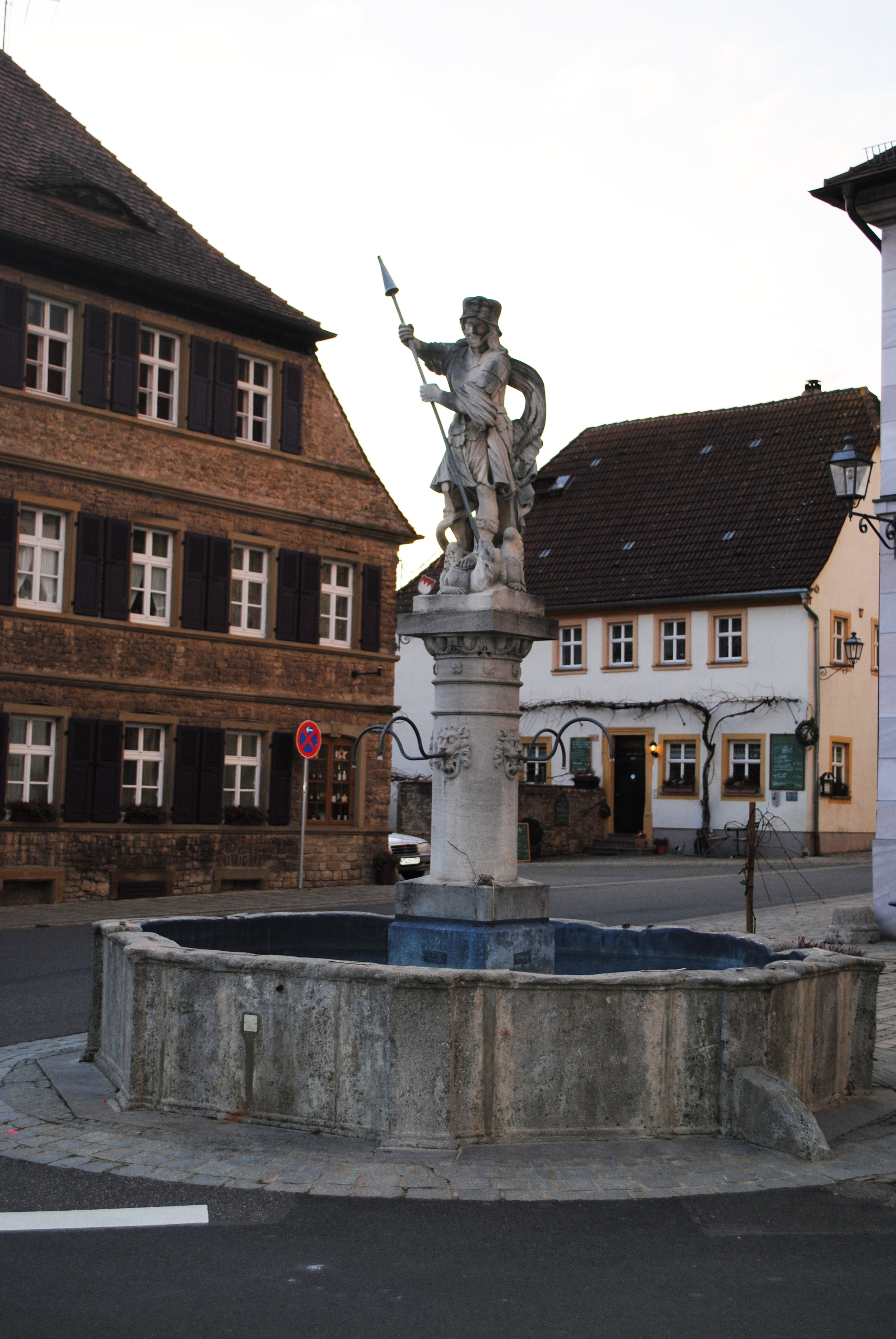
Der Vierröhrenbrunnen in Sommerach

Der Vierröhrenbrunnen (auch Steinerner Jörg) ist eine Brunnenanlage auf dem Marktplatz von Sommerach im unterfränkischen Landkreis Kitzingen. Der Brunnen bildet den Mittelpunkt des Ortes an der Hauptstraße.

## Geschichte
An der heutigen Stelle befand sich bereits im 17. Jahrhundert ein Brunnen, der die Wasserversorgung der Bevölkerung sicherstellte. Er wurde im Jahr 1625 erweitert und lag wesentlich höher als die heutige Anlage. Durch den Aufstieg zum Behälter wurde die Wasserentnahme möglich gemacht. Der alte Brunnen bildete den Mittel- und Endpunkt der bereits seit dem Anfang des 16. Jahrhunderts bestehenden eisernen Wasserleitung.
Im Jahr 1701 erhielt der Brunnen die heutige Form. Der Wasserbehälter wurde abgesenkt und die vier Löwenköpfe, aus denen das Wasser fließt, wurden angebracht. Die Figur des heiligen Georg im Kampf mit dem Drachen entstand ebenfalls im Jahr 1701. Es war ein Frühwerk des Künstlers Matthias Sporer, der 1732 in Sommerach starb. Der Volksmund nennt die Figur „Steinerner Jörg“.
Bereits im Jahr 1813 war die Statue stark renovierungsbedürftig. Die Gemeinde ließ die Figur entfernen und stellte sie vor dem Rimbacher Tor im Nordwesten des Dorfes auf. Es dauerte fast hundert Jahre, bis wieder Pläne für den Brunnenabschluss vorlagen. Die Gemeinde Sommerach beauftragte im Jahr 1901 den Würzburger Bildhauer Arthur Schlegelmünch, eine Kopie der Figur des heiligen Georg anzufertigen.
In einer Spendenaktion wurden 420 Reichsmark für die Neugestaltung gesammelt und das Werk konnte am 28. Juli 1901 eingeweiht werden. Im gleichen Jahr erhielt der Brunnen ein neues hölzernes Gehäuse durch den Schreiner Michael Niedermeyer. Für die Schaffung eines neuen Brunnenstocks konnte wiederum Schlegelmünch beauftragt werden. 1983 musste der Brunnen restauriert werden. Der Brunnen ist vom Bayerischen Landesamt für Denkmalpflege als Baudenkmal eingeordnet.

## Beschreibung
Das Brunnenbecken ist eine achteckige Anlage. An einer Seite ist durch die Wasserzuleitung von Osten her eine Art Pfeiler entstanden. Zentral steht der Brunnenaufsatz, eine runde Säule mit den vier Löwenköpfen, als Reliefs im Becken. Darüber erhebt sich die Figur des heiligen Georg, der eine eiserne Lanze in den Rachen des Drachen stößt. Die Figur ist aus französischem Kalkstein, das Becken besteht aus Steinen aus Randersacker.